# Arrondissements des Bouches-du-Rhône
Le département des Bouches-du-Rhône comprend quatre arrondissements.

## Composition

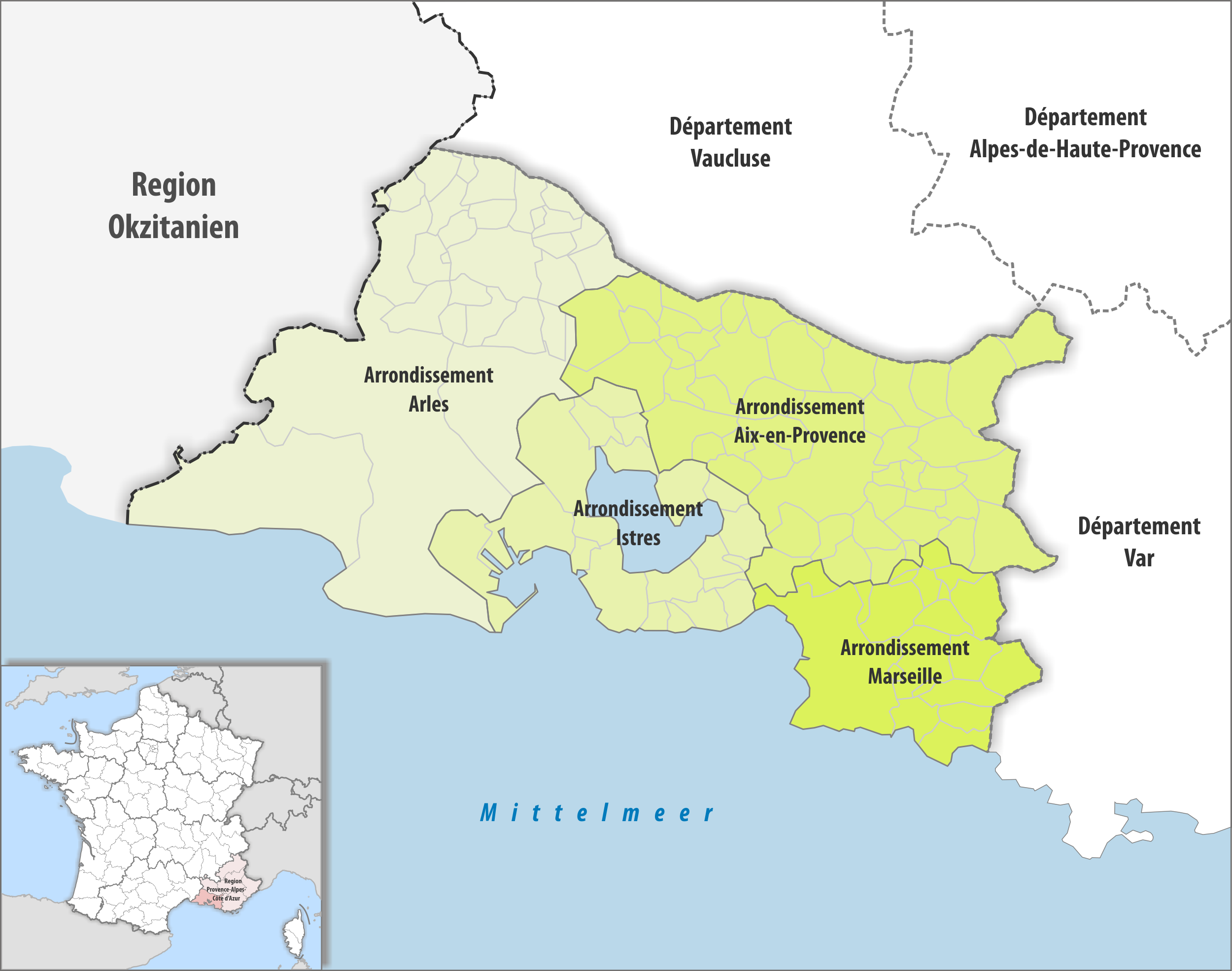
Carte des arrondissements des Bouches-du-Rhône

| Nom                              | Code Insee | Superficie (km2) | Population (dernière pop. légale) | Densité (hab./km2) | Modifier             |
| -------------------------------- | ---------- | ---------------- | --------------------------------- | ------------------ | -------------------- |
| Arrondissement d'Aix-en-Provence | 131        | 1 657,50         | 464 360 (2022)                    | 280                | modifier les données |
| Arrondissement d'Arles           | 132        | 2 031,50         | 172 826 (2022)                    | 85                 | modifier les données |
| Arrondissement d'Istres          | 134        | 715,20           | 336 170 (2022)                    | 470                | modifier les données |
| Arrondissement de Marseille      | 133        | 683,20           | 1 096 455 (2022)                  | 1 605              | modifier les données |
| Bouches-du-Rhône                 | 13         | 5 087,00         | 2 069 811 (2022)                  | 407                | modifier les données |

## Histoire
- 1790 : création du département avec six districts : Aix, Apt, Arles, Marseille, Salon (alterné avec Martigues) Tarascon (alterné avec Saint-Rémy-de-Provence).
- 1790 : le département de la Drôme cède le district d'Orange au département des Bouches-du-Rhône.
- 1793 : création du nouveau département de Vaucluse auquel sont transférés les districts d'Orange et d'Apt
- 1800 : création des arrondissements : Aix, Marseille, Tarascon. Changement de préfecture d'Aix à Marseille.
- 1817 : la sous-préfecture de Tarascon est déplacée à Arles.
- 1981 : création de l'arrondissement d'Istres.